# Tyne and Wear
Tyne and Wear é um condado metropolitano localizado no Nordeste da Inglaterra.